# Almondy
Almondy Aktiebolag, tidigare Mandelbageriet, är ett svenskt bageri som bakar och säljer djupfryst tårta till dagligvaruhandeln, restaurang och storkök. Tårtorna bakas på tårtbageriet i Torslanda, utanför Göteborg.

## Historik
Almondy startades ursprungligen kring ett hemligt svenskt mandeltårtsrecept från 1890-talet. Idag bakas tårtor på mandelbottnar i ett antal olika smaker. Förutom originalet med sprödrostade mandelflarn bakas bland annat tårtor med smak av daim, mjölkchoklad, mörk choklad och toblerone, och olika moussetårtor. Tårtorna bakas i två olika storlekar. Storsäljaren är Daim-tårtan, som lanserades 2001.
När Almondy startade, som Mandelbageriet, låg det på Aschebergsgatan i Göteborg. Idag finns tårtbageriet i Torslanda. Almondy har omkring 100 anställda som arbetar i bageriet och på kontoret samt ett tiotal anställda utanför Sverige med kontor i både Tyskland och England. Varje dag bakar Almondy drygt 75 000 tårtor. Ungefär åttiofem procent av tårtorna exporteras, till ett fyrtiotal olika länder världen över. 